# Santisteban del Puerto
Santisteban del Puerto – gmina w Hiszpanii, w prowincji Jaén, w Andaluzji, o powierzchni 372,92 km². W 2011 roku gmina liczyła 4788 mieszkańców.